# 사카이 유키
사카이 유키(일본어: 坂井 優紀, 1989년 1월 10일 ~ )는 일본의 여자 축구 선수이다.

## 국가대표팀 경력
2008년 FIFA U-20 여자 월드컵에 출전했다.
그녀는 2011년 알가르브컵에 참가할 일본 국가대표팀에 발탁되었으며, 3월 9일 스웨덴와의 경기에서 데뷔했다.

## 통계
| 일본 | 일본 | 일본 |
| 연도 | 출전 | 득점 |
| ---- | ---- | ---- |
| 2011 | 1    | 0    |
| 통산 | 1    | 0    |